# Anna Krakowiak
Anna Małgorzata Krakowiak – polska pulmonolog, dr hab. nauk medycznych, profesor Instytutu Medycyny Pracy im. prof. dr. med. Jerzego Nofera.

## Życiorys
21 grudnia 1995 obroniła pracę doktorską Badania nad alergizującym działaniem formaldehydu na drogi oddechowe, 18 kwietnia 2008 habilitowała się na podstawie pracy zatytułowanej Alergia IgE zależna uwarunkowana kontaktem ze zwierzętami w środowisku pracy. 11 lutego 2021 uzyskała tytuł profesora nauk medycznych i nauk o zdrowiu.
Została zatrudniona na stanowisku profesora w Instytucie Medycyny Pracy im. prof. dr. med. Jerzego Nofera, oraz skarbnika Polskiego Towarzystwa Toksykologicznego.
Była sekretarzem Polskiego Towarzystwa Medycyny Pracy.